# 지방도 제910호선
지방도 제910호선은 경상북도 봉화군 석포면 대현리 대현 교차로와 강원특별자치도 삼척시 가곡면 풍곡리를 잇는 경상북도의 지방도이다.

## 역사
- 2003년 2월 15일 : 강원도 구간 노선 지정[1]
- 2003년 2월 20일 : 기존 성주군 금수면 영천리와 구미시 선산읍 동부리를 잇던 연장 45.7km의 '금수 ~ 선산선' 노선 폐지 및 '봉화군 석포면 석포리'를 지나는 연장 11.4km의 '석포 ~ 원덕선' 노선 신설[2]
- 2009년 10월 20일 : 석포 ~ 도계간 도로(봉화군 석포면 대현리 ~ 석포리) 1.426km 구간 개통[3]
- 2021년 12월 6일: 노선 기점을 봉화군 석포면 육송정삼거리에서 대현 교차로까지 연장. 이에 따라 총 연장을 11.4km에서 18.92km로 변경.[4]

## 주요 경유지

### 경상북도
- 봉화군
  - 석포면 대현 교차로 - 대현정류소 - 육송정삼거리 - 대현교 - 석포리 - 골안교 - 골안2교 - 골안3교 - 골안4교 - 골안5교 - 골안6교 - 골안7교 - 골안8교 - 석개재

### 강원특별자치도
- 삼척시
  - 가곡면 석개재 - 풍곡리 - 풍곡교 서단

## 도로명
- 전 구간 청옥로로 칭한다.